# Baucis de Coulon
Baucis de Coulon (1896-1983) est une artiste suisse dont le travail est influencé par le nabisme et l'œuvre de Roger Bissière.

## Biographie
Fille de l’artiste Gustave Jeanneret (1847-1927) et d'Emma née Wolfrath, Rose-Baucis naît en 1896 à Cressier, dans le canton de Neuchâtel. En 1920, elle épouse l’affichiste Eric de Coulon (1888-1956) et s’installe avec lui à Paris. C’est là qu’elle se forme à l’Académie Ranson où elle se familiarise avec le travail des nabis, avant de suivre l'enseignement de Roger Bissière (1886-1964). En 1939, contraint par la guerre, le couple revient en Suisse et s’installe dans la maison "Belle-Vue", appartenant à la famille de Coulon, à Cressier (propriété où, en 1764, Jean-Jacques Rousseau rendit visite à son ami Pierre-Alexandre DuPeyrou, ancien propriétaire). Entre 1954 et 1967, Baucis de Coulon est trésorière de la section neuchâteloise de la Société suisse des femmes peintres sculpteurs et décorateurs. Elle décède en 1983 à Corcelles (NE).

## Expositions
L'artiste participe à de nombreuses expositions dans le canton de Neuchâtel et à Turin. En 1956, deux de ses tableaux sont exposés à Bâle dans le cadre de Schweizer Mustermesse 'Basler Halle' sous les références 176 et 177. En 1975, une rétrospective de son travail est organisée à la galerie des Amis des arts à Neuchâtel.